# アクレミア
アクレミア（Aklemia、Aclemia）は、アダムとイヴの娘の一人。『アダムとイヴとサタンの対立』に存在が記述されている。アクリア（Aklia）という表記もされる。

## 概要
アダムとイヴの下に、アベルの双子の姉妹として生まれた。兄にカイン、姉にルルワがいた。『ジューイッシュ・エンサイクロペディア』によると、カインとルルワが楽園で生まれたのとは対照的に、アクレミアとアベルは楽園の外で生まれたという。アダムの提案により、アクレミアはカインと結婚することになっていた。しかし、カインはルルワと結婚することを希望したため、アベルを殺してルルワと結婚し、ノドの地へと去った。
双子の兄弟と兄を失ったアクレミアは、アダムの命により弟である15歳のセトと結婚した。15歳半でアベルが死んだ後、アダムとイヴは7年間関係を持たなかったため、セトとアクレミアの年齢差は約22歳半だった。その5年後、アクレミアはセトとの間にエノスを産んだ。
ソロモン・シーザー・マランによると、セトと結婚したことからセツ派ではオライア（Ωραια）と呼ばれる。